# Olympische Winterspiele 2018/Skilanglauf – Einzel-Sprint (Frauen)
Der Skilanglauf-Sprint der Frauen im klassischen Stil bei den Olympischen Winterspielen 2018 fand am 13. Februar 2018 im Alpensia Cross-Country Skiing Centre statt. Olympiasiegerin wurde die Schwedin Stina Nilsson. Die Silbermedaille gewann Maiken Caspersen Falla aus Norwegen vor Julija Belorukowa, die Bronze gewann.

## Daten
- Datum: 13. Februar 2018, 18:15 Uhr (Qualifikation), 20:25 Uhr (Finale)
- Streckenlänge: 1176 m
- Höhenunterschied: 27 m
- Maximalanstieg: 25 m
- Totalanstieg: 43 m
- 68 Teilnehmerinnen aus 28 Ländern, alle in der Wertung

## Ergebnisse
- Q – Qualifikation für die nächste Runde
- LL – Lucky Loser
- PF – Photo Finish

### Qualifikation
| Platz | #  | Sportler                   | Land                             | Zeit (min) | Anmerkung |
| ----- | -- | -------------------------- | -------------------------------- | ---------- | --------- |
| 01    | 12 | Stina Nilsson              | Schweden                         | 3:08,74    | Q         |
| 02    | 07 | Maiken Caspersen Falla     | Norwegen                         | 3:09,13    | Q         |
| 03    | 03 | Krista Pärmäkoski          | Finnland                         | 3:12,30    | Q         |
| 04    | 06 | Hanna Falk                 | Schweden                         | 3:12,54    | Q         |
| 05    | 05 | Katja Višnar               | Slowenien                        | 3:15,24    | Q         |
| 06    | 19 | Natalja Neprjajewa         | Olympische Athleten aus Russland | 3:15,65    | Q         |
| 07    | 15 | Jessie Diggins             | Vereinigte Staaten               | 3:15,76    | Q         |
| 08    | 22 | Ida Ingemarsdotter         | Schweden                         | 3:16,06    | Q         |
| 09    | 04 | Sadie Bjornsen             | Vereinigte Staaten               | 3:16,12    | Q         |
| 10    | 16 | Heidi Weng                 | Norwegen                         | 3:16,28    | Q         |
| 11    | 09 | Anamarija Lampič           | Slowenien                        | 3:16,57    | Q         |
| 12    | 18 | Sophie Caldwell            | Vereinigte Staaten               | 3:17,06    | Q         |
| 13    | 08 | Ingvild Flugstad Østberg   | Norwegen                         | 3:17,35    | Q         |
| 14    | 01 | Anna Dyvik                 | Schweden                         | 3:17,99    | Q         |
| 15    | 10 | Julija Belorukowa          | Olympische Athleten aus Russland | 3:18,2     | Q         |
| 16    | 13 | Sandra Ringwald            | Deutschland                      | 3:18,43    | Q         |
| 17    | 11 | Kathrine Harsem            | Norwegen                         | 3:18,48    | Q         |
| 18    | 20 | Gaia Vuerich               | Italien                          | 3:19,01    | Q         |
| 19    | 34 | Johanna Matintalo          | Finnland                         | 3:19,04    | Q         |
| 20    | 24 | Nadine Fähndrich           | Schweiz                          | 3:19,42    | Q         |
| 21    | 17 | Laurien van der Graaff     | Schweiz                          | 3:19,62    | Q         |
| 22    | 30 | Justyna Kowalczyk          | Polen                            | 3:20,00    | Q         |
| 23    | 49 | Kateřina Beroušková        | Tschechien                       | 3:20,09    | Q         |
| 24    | 26 | Kerttu Niskanen            | Finnland                         | 3:20,48    | Q         |
| 25    | 42 | Katharina Hennig           | Deutschland                      | 3:22,64    | Q         |
| 26    | 28 | Elisabeth Schicho          | Deutschland                      | 3:23,26    | Q         |
| 27    | 46 | Anna Schewtschenko         | Kasachstan                       | 3:23,27    | Q         |
| 28    | 29 | Lucia Scardoni             | Italien                          | 3:23,32    | Q         |
| 29    | 02 | Alenka Čebašek             | Slowenien                        | 3:23,38    | Q         |
| 30    | 25 | Aino-Kaisa Saarinen        | Finnland                         | 3:24,02    | Q         |
| 31    | 31 | Alena Procházková          | Slowakei                         | 3:24,61    |           |
| 32    | 23 | Greta Laurent              | Italien                          | 3:25,54    |           |
| 33    | 21 | Ida Sargent                | Vereinigte Staaten               | 3:25,80    |           |
| 34    | 44 | Emily Nishikawa            | Kanada                           | 3:26,75    |           |
| 35    | 45 | Julija Tichonowa           | Belarus                          | 3:27,19    |           |
| 36    | 14 | Hanna Kolb                 | Deutschland                      | 3:27,84    |           |
| 37    | 47 | Sylwia Jaśkowiec           | Polen                            | 3:27,94    |           |
| 38    | 37 | Ewelina Marcisz            | Polen                            | 3:28,11    |           |
| 39    | 50 | Tatjana Mannima            | Estland                          | 3:28,57    |           |
| 40    | 40 | Nastassja Kirylawa         | Belarus                          | 3:28,98    |           |
| 41    | 38 | Polina Seronossowa         | Belarus                          | 3:29,44    |           |
| 42    | 33 | Dahria Beatty              | Kanada                           | 3:29,77    |           |
| 43    | 36 | Karolína Grohová           | Tschechien                       | 3:30,91    |           |
| 44    | 39 | Alissa Schambalowa         | Olympische Athleten aus Russland | 3:31,53    |           |
| 45    | 52 | Petra Hynčicová            | Tschechien                       | 3:32,03    |           |
| 46    | 27 | Aurore Jéan                | Frankreich                       | 3:32,45    |           |
| 47    | 43 | Waljanzina Kaminskaja      | Belarus                          | 3:32,80    |           |
| 48    | 35 | Jessica Yeaton             | Australien                       | 3:33,01    |           |
| 49    | 59 | Li Xin                     | China                            | 3:33,61    |           |
| 50    | 32 | Lisa Unterweger            | Österreich                       | 3:34,29    |           |
| 51    | 48 | Cendrine Browne            | Kanada                           | 3:34,30    |           |
| 52    | 41 | Nika Razinger              | Slowenien                        | 3:35,11    |           |
| 53    | 64 | Barbora Klementová         | Slowakei                         | 3:38,00    |           |
| 54    | 57 | Tetjana Antypenko          | Ukraine                          | 3:38,56    |           |
| 55    | 56 | Jelena Kolomina            | Kasachstan                       | 3:39,22    |           |
| 56    | 58 | Maryna Anzybor             | Ukraine                          | 3:40,17    |           |
| 57    | 60 | Chi Chunxue                | China                            | 3:42,70    |           |
| 58    | 63 | Aimee Watson               | Australien                       | 3:44,87    |           |
| 59    | 53 | Mathilde-Amivi Petitjean   | Togo                             | 3:45,93    |           |
| 60    | 61 | Walerija Tjulenewa         | Kasachstan                       | 3:47,27    |           |
| 61    | 62 | Tímea Lőrincz              | Rumänien                         | 3:48,84    |           |
| 62    | 51 | Patrīcija Eiduka           | Lettland                         | 3:49,70    |           |
| 63    | 55 | Casey Wright               | Australien                       | 3:49,80    |           |
| 64    | 54 | Vedrana Malec              | Kroatien                         | 3:54,76    |           |
| 65    | 67 | Gabrijela Skender          | Kroatien                         | 3:56,23    |           |
| 66    | 66 | Antonija Grigorowa-Burgowa | Bulgarien                        | 3:59,77    |           |
| 67    | 65 | Ju Hye-ri                  | Südkorea                         | 4:11,92    |           |
| 68    | 68 | Samaneh Beyrami Baher      | Iran                             | 4:47,91    |           |

### Viertelfinale

#### Viertelfinale 1
| Platz | #  | Sportler            | Land       | Zeit (min) | Anmerkung |
| ----- | -- | ------------------- | ---------- | ---------- | --------- |
| 1     | 01 | Stina Nilsson       | Schweden   | 3:10,90    | Q         |
| 2     | 03 | Krista Pärmäkoski   | Finnland   | 3:11,97    | Q         |
| 3     | 11 | Anamarija Lampič    | Slowenien  | 3:12,46    | LL        |
| 4     | 17 | Kathrine Harsem     | Norwegen   | 3:14,87    |           |
| 5     | 30 | Aino-Kaisa Saarinen | Finnland   | 3:19,18    |           |
| 6     | 27 | Anna Schewtschenko  | Kasachstan | 3:23,56    |           |

#### Viertelfinale 2
| Platz | #  | Sportler               | Land               | Zeit (min) | Anmerkung |
| ----- | -- | ---------------------- | ------------------ | ---------- | --------- |
| 1     | 02 | Maiken Caspersen Falla | Norwegen           | 3:11,98    | Q         |
| 2     | 12 | Sophie Caldwell        | Vereinigte Staaten | 3:12,39    | Q         |
| 3     | 08 | Ida Ingemarsdotter     | Schweden           | 3:14,58    |           |
| 4     | 05 | Katja Višnar           | Slowenien          | 3:20,49    |           |
| 5     | 28 | Lucia Scardoni         | Italien            | 3:22,49    |           |
| 6     | 29 | Alenka Čebašek         | Slowenien          | 3:30,87    |           |

#### Viertelfinale 3
| Platz | Sportler | Land                | Zeit (min)         | Anmerkung |   |
| ----- | -------- | ------------------- | ------------------ | --------- | - |
| 1     | 04       | Hanna Falk          | Schweden           | 3:11,08   | Q |
| 2     | 07       | Jessie Diggins      | Vereinigte Staaten | 3:11,24   | Q |
| 3     | 16       | Sandra Ringwald     | Deutschland        | 3:13,76   |   |
| 4     | 20       | Nadine Fähndrich    | Schweiz            | 3:14,82   |   |
| 5     | 24       | Kerttu Niskanen     | Finnland           | 3:19,84   |   |
| 6     | 23       | Kateřina Beroušková | Tschechien         | 3:27,43   |   |

#### Viertelfinale 4
| Platz | Setzp. | Sportler          | Land                             | Zeit (min) | Anmerkung |
| ----- | ------ | ----------------- | -------------------------------- | ---------- | --------- |
| 1     | 15     | Julija Belorukowa | Olympische Athleten aus Russland | 3:14,29    | Q         |
| 2     | 10     | Heidi Weng        | Norwegen                         | 3:15,68    | Q         |
| 3     | 09     | Sadie Bjornsen    | Vereinigte Staaten               | 3:16,75    |           |
| 4     | 19     | Johanna Matintalo | Finnland                         | 3:16,92    |           |
| 5     | 18     | Gaia Vuerich      | Italien                          | 3:21,65    |           |
| 6     | 26     | Elisabeth Schicho | Deutschland                      | 3:24,26    |           |

#### Viertelfinale 5
| Platz | Setzp. | Sportler                 | Land                             | Zeit (min) | Anmerkung |
| ----- | ------ | ------------------------ | -------------------------------- | ---------- | --------- |
| 1     | 06     | Natalja Neprjajewa       | Olympische Athleten aus Russland | 3:11,78    | Q         |
| 2     | 21     | Laurien van der Graaff   | Schweiz                          | 3:12,15    | Q         |
| 3     | 14     | Anna Dyvik               | Schweden                         | 3:13,09    | LL        |
| 4     | 13     | Ingvild Flugstad Østberg | Norwegen                         | 3:14,87    |           |
| 5     | 22     | Justyna Kowalczyk        | Polen                            | 3:17,47    |           |
| 6     | 25     | Katharina Hennig         | Deutschland                      | 3:19,55    |           |

### Halbfinale

#### Halbfinale 1
| Platz | Setzp. | Sportler               | Land               | Zeit (min) | Anmerkung |
| ----- | ------ | ---------------------- | ------------------ | ---------- | --------- |
| 1     | 01     | Stina Nilsson          | Schweden           | 3:10,52    | Q, PF     |
| 2     | 02     | Maiken Caspersen Falla | Norwegen           | 3:10,55    | Q, PF     |
| 3     | 04     | Hanna Falk             | Schweden           | 3:11,14    | LL        |
| 4     | 12     | Sophie Caldwell        | Vereinigte Staaten | 3:11,32    |           |
| 5     | 03     | Krista Pärmäkoski      | Finnland           | 3:12,04    |           |
| 6     | 14     | Anna Dyvik             | Schweden           | 3:15,77    |           |

#### Halbfinale 2
| Platz | #  | Sportler               | Land                             | Zeit (min) | Anmerkung |
| ----- | -- | ---------------------- | -------------------------------- | ---------- | --------- |
| 1     | 15 | Julija Belorukowa      | Olympische Athleten aus Russland | 3:10,12    | Q         |
| 2     | 07 | Jessie Diggins         | Vereinigte Staaten               | 3:10,72    | Q, PF     |
| 3     | 06 | Natalja Neprjajewa     | Olympische Athleten aus Russland | 3:10,72    | LL, PF    |
| 4     | 11 | Anamarija Lampič       | Slowenien                        | 3:13,95    |           |
| 5     | 21 | Laurien van der Graaff | Schweiz                          | 3:15,65    |           |
| 6     | 10 | Heidi Weng             | Norwegen                         | 3:16,22    |           |

### Finale
| Platz | #  | Sportler               | Land                             | Zeit (min) |
| ----- | -- | ---------------------- | -------------------------------- | ---------- |
| 1     | 01 | Stina Nilsson          | Schweden                         | 3:03,84    |
| 2     | 02 | Maiken Caspersen Falla | Norwegen                         | 3:06,87    |
| 3     | 15 | Julija Belorukowa      | Olympische Athleten aus Russland | 3:07,21    |
| 4     | 06 | Natalja Neprjajewa     | Olympische Athleten aus Russland | 3:12,98    |
| 5     | 04 | Hanna Falk             | Schweden                         | 3:15,00    |
| 6     | 07 | Jessie Diggins         | Vereinigte Staaten               | 3:15,07    |